# 7 Pułk Huzarów (austro-węgierski)

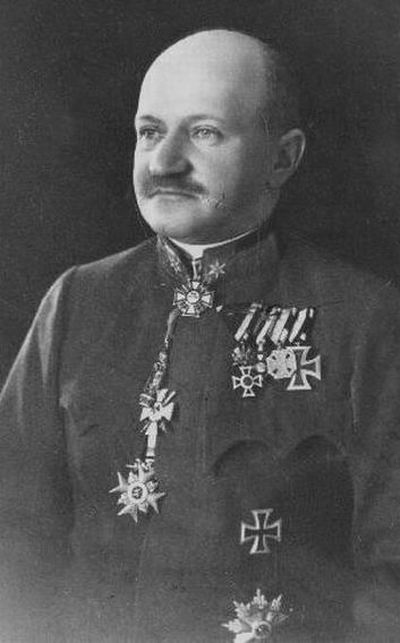
Béla Berzeviczy von Berzevicze und Kakas-Lomnitz

Pułk Huzarów Wilhelma II Cesarza Niemiec i Króla Prus Nr 7 (HR. 7) – pułk kawalerii cesarskiej i królewskiej Armii.

## Historia pułku
Pułk został sformowany w 1798.
Kolejnymi szefami pułku byli:
- książę pruski Wilhelm I Hohenzollern (1885 – †9 III 1888),
- cesarz Niemiec i król Prus Wilhelm II (od 1888).

W 1887 roku sztab pułku i jego kadra zapasowa stacjonował w Kecskemét i był kompletowany przez okręgi uzupełnień Pułku Piechoty Nr 38 (Kecskemét) i Nr 68 (Szolnok).
W 1914 roku komenda pułku razem z 2. dywizjonem stacjonowała w Debreczynie, 1. dywizjon w Oradei (węg. Nagyvárad), a kadra zapasowa w Budapeszcie, w koszarach przy ul. Kerepesi 41. Pułk wchodził w skład 7 Brygady Kawalerii i był uzupełniany na terytorium 4 Korpusu.
Etat pułku przewidywał w jego składzie: dowództwo, dwa dywizjony a. trzy szwadrony po 117 huzarów, szwadron zapasowy, pluton pionierów i patrol telegraficzny. Stan etatowy to 37 oficerów oraz 874 podoficerów i huzarów.
Żołnierze nosili attylę jasnoniebieską, a guzy do pętlic („oliwki”) były srebrne; czako –  jasnoniebieskie.

## Żołnierze
Komendanci pułku
- płk Hermann von Pokorny (1887[1])
- płk Bruno von Schönberger ( – 1912 → komendant 16 Brygady Kawalerii[4])
- ppłk / płk Béla Berzeviczy von Berzevicze und Kakas-Lomnitz (1912[5] – 1914[6])

Oficerowie
- Tadeusz Zapałowicz – lekarz pułkowy (VI 1886 – III 1887)